# Jarmo Valtonen

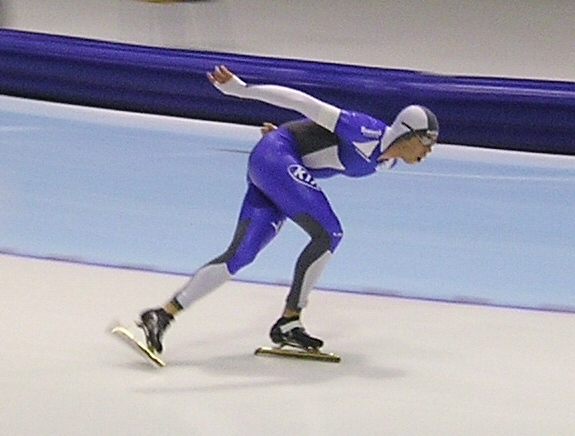
Jarmo Valtonen tijdens het WK Allround 2007

Jarmo Valtonen (Espoo (Finland), 29 november 1982) is een Fins schaatser.
Jarmo Valtonen maakte zijn internationale schaatsdebuut bij het EK Allround van 2004 in Heerenveen. Tijdens het EK Allround 2007 in Collalbo werd Valtonen 15e en dit is tot op heden zijn beste prestatie.

## Persoonlijke records
| Afstand      | Tijd      | Datum            | Baan           |
| ------------ | --------- | ---------------- | -------------- |
| 500 meter    | 36,67     | 9 februari 2007  | Heerenveen     |
| 1000 meter   | 1.10,85   | 24 februari 2007 | Calgary        |
| 1500 meter   | 1.47,15   | 11 maart 2007    | Salt Lake City |
| 3000 meter   | 3.56,69   | 23 november 2003 | Heerenveen     |
| 5000 meter   | 0 6.33,84 | 19 november 2005 | Salt Lake City |
| 10.000 meter | 13.56,42  | 4 december 2005  | Heerenveen     |

## Resultaten
| Jaar | EK Allround | WK Allround | WK Junioren |
| ---- | ----------- | ----------- | ----------- |
| 1999 |             |             | NC29        |
| 2000 |             |             | NC22        |
| 2001 |             |             | NC19        |
| 2004 | NC27        |             |             |
| 2005 | NC24        |             |             |
| 2006 | NC23        |             |             |
| 2007 | NC15        | NC23        |             |
| 2008 | DQ1         |             |             |
| 2009 | DQ2         |             |             |

NC# = niet gekwalificeerd voor de laatste afstand
DQ# = gediskwalificeerd op afstand #